# Villa Dittmar

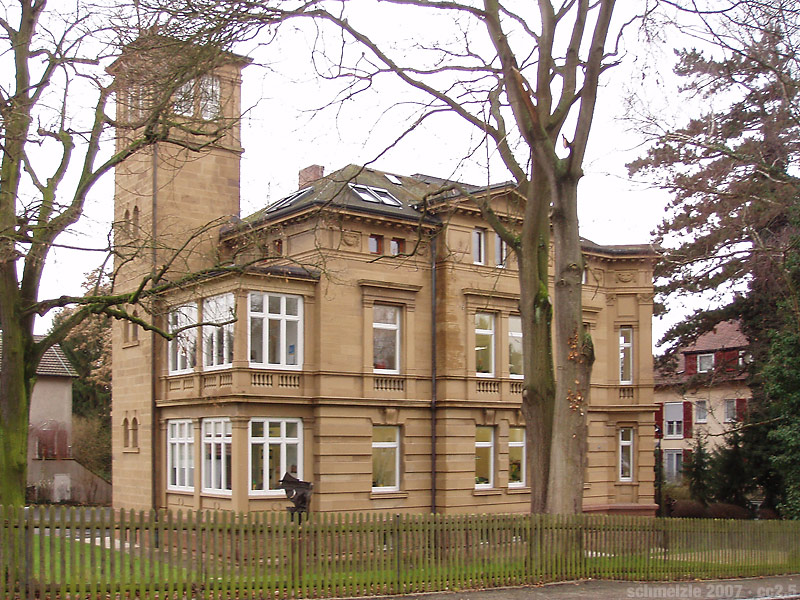
Villa Dittmar

Die Villa Dittmar  ist eine Villa an der Dittmarstraße 16 in Heilbronn im Stil des Historismus. Das historische Gebäude steht unter Denkmalschutz.

## Geschichte
Das historistische Gebäude wurde 1881 von Hermann Maute für den Messerfabrikanten Theodor Dittmar errichtet. E.Bader malte die Villa aus. Es wurde als eines der ersten Wohnhäuser auf dem Lerchenberg erbaut, der in der Zeit um 1900 als der prominenteste Villenvorort Heilbronns galt.
1950 war die Villa im Besitz der Stadt Heilbronn. Darin untergebracht waren die Preiskontrollstelle und die Verkehrsabteilung sowie ein Kommissariat der Landespolizei. Im zweiten Obergeschoss war eine Wohnung vermietet. 1961 befanden sich das Statistische Amt, das Wahlamt, die Adressbuchstelle und die Erziehungsberatungsstelle im Gebäude. Das Zweite Obergeschoss war weiterhin vermietet.

## Beschreibung
Das zweieinhalbgeschossige Gebäude verfügt über ein rustifiziertes Sockelgeschoss und vor- und rückgestufte Obergeschosse. Im Stil der deutschen Gründerzeit sind Gesimse, Fenstergiebel, dorischer Architrav und Fries gestaltet worden. Die außergewöhnlich stilvolle Innenausstattung hat sich original erhalten. Der Wohnturm wurde im Stile italienischer Geschlechtertürme der Renaissance errichtet und zeigt als oberen Abschluss Zwillingsfenster und einen pilastergeschmückten Aufbau. Er demonstriert „herrschaftlich-kühle Formensprache“ und „südländisches Wohnflair“.

## Kunstgeschichtliche Bedeutung
Die Villa stellt „ein herausragendes Dokument gründerzeitlicher herrschaftlicher Wohnbaukunst in Heilbronn dar. Charakteristisch ist die Anlehnung an die Formensprache der italienischen Landhausarchitektur der Hochrenaissance“. Das Gebäude wurde möglicherweise nach dem Vorbild einer Berliner Villa in der Königsberger Straße 29 in Lichterfelde erbaut.